# Rubeola Football Club
Il Rubeola Football Club è una società ungherese di calcio a 5 con sede a Csömör. 

## Storia
Nella stagione 2007-08 disputa la massima divisione del Campionato ungherese di calcio a 5, chiamata NB I. La società ha avuto come migliore stagione il campionato 2003-04 quando si è aggiudicata sia il titolo di campione ungherese che la Coppa nazionale. L'anno successivo ha partecipato alla Coppa UEFA per la prima volta nella sua storia, venendo eliminata al primo turno nel girone 8 giungendo alle spalle degli ucraini del Šachtar.

## Palmarès
- 1 Campionato d'Ungheria: 2004
- 1 Coppa d'Ungheria: 2004